# Ріхард Габермель
Ріхард Габермель (нім. Richard Habermehl; 19 листопада 1890, Лаубах — 5 квітня 1980, Нойштадт-ан-дер-Вайнштрассе) — німецький метеоролог і військовий чиновник, доктор природничих наук (18 січня 1921), міністерський диригент і генерал-майор запасу люфтваффе.

## Біографія
Під час навчання в Гіссенському університеті в 1909 році став членом студентського братства «Германія-Гіссен». З червня 1912 року до січня 1914 року — асистент у Метеорологічному геофізичному інституті у Франкфурті. Потім він недовгий час працював метеорологом-консультантом у Deutsche Luftschiff AG у Франкфурті, а з квітня 1914 по травень 1915 року — в армійській авіації в Берліні. В травні 1915 року призваний на військову службу, остання посада — лейтенант резерву і ад'ютант командування метеорологічної станції.
З кінця 1918 року до середини 1920 року він працював у гессенській шкільній системі, а потім до середини 1928 року був учителем метеорології. З квітня 1922 року він був старшим викладачем артилерійського училища та завідувачем метеорологічної обсерваторії в Ютербозі. В 1927/28 роках — член Німецької народної партії. З червня 1929 до травня 1933 року — викладач метеорології в Берліні та допоміжний консультант з метеорології в Імперському міністерстві економіки. 1 травня 1933 року вступив у НСДАП (квиток №2 593 074). З травня 1933 року — консультант з метеорології та безпеки польотів в Імперському міністерстві авіації. В червні 1935 року підвищений до керівника групи. З січня 1937 року — консультант з метеорології і начальник відділу Імперського міністерства авіації, з лютого 1939 року — начальник Імперського метеорологічного управління, у створенні якого зіграв ключову роль. З серпня 1939 року по квітень 1945 року — президент Імперської служби погоди. 14 квітня 1945 року взятий у полон американськими військами в Ганау, з 9 травня 1945 року утримувався в Трент-парку. Успішно пройшов денацифікацію. 17 травня 1948 року звільнений з полону.
З вересня 1948 року — заступник начальника метеорологічної служби французької зони окупації Німеччини. З квітня 1949 року — начальник метеорологічного бюро в Нойштадті-ан-дер-Вайнштрассе, з жовтня 1951 року — начальник відділу в центральному управлінні Німецької метеорологічної служби (DWD) у Бад-Кіссінгені. В листопаді 1952 року тимчасово відряджений в центральний офіс у Франкфурті та в метеорологічне управління Фрайбурга. З січня 1953 року — віцепрезидент DWD. В лютому 1954 року вийшов на пенсію.

## Звання[2]
- Навчальний радник (1 квітня 1922)
- Старший урядовий радник (1 квітня 1933)
- Міністерський радник (1 грудня 1934)
- Міністерський диригент (1 серпня 1939)

## Нагороди[6]
- Залізний хрест 2-го класу
- Почесний хрест ветерана війни з мечами (1934)
- Медаль «За вислугу років у Вермахті» 4-го, 3-го і 2-го класу (18 років; 2 жовтня 1936) — отримав 3 нагороди одночасно.
- На знак визнання його підтримки Німецької антарктичної експедиції 1938/39 на його честь було названо пік Габермеля у Новій Швабії.[7]
- Імперський орден Ярма та Стріл (Іспанія; 20 березня 1941)
- Медаль «За вислугу років у НСДАП» в бронзі (10 років)